# Kabacıoğlu, Şefaatli
Kabacıoğlu là một xã thuộc huyện Şefaatli, tỉnh Yozgat, Thổ Nhĩ Kỳ. Dân số thời điểm năm 2010 là 156 người.